# Église Saint-Martin de Périgné
L'église Saint-Martin est une église catholique située à Périgné, en France.

## Localisation
L'église est située dans le département français des Deux-Sèvres, sur la commune de Périgné.

## Historique
L'édifice est classé au titre des monuments historiques en 1913.